# Editorial Laterza
Editori Laterza, llamada originariamente Casa editrice Giuseppe Laterza & Figli, es una editorial italiana fundada en 1901 por Giovanni Laterza (1873-1943) como prolongación de la librería y tipografía Laterza, sociedad ya existente. Su sede social está ubicada en Bari, su sede operativa en Roma.

## Historia
La historia de la Casa Laterza es indisociable del filósofo y humanista Benedetto Croce, que durante 40 años fue director literario. Croce supo rodearse de colaboradores como Luigi Russo, Guido De Ruggiero y Giovanni Gentile, que convirtieron su sello editorial en una empresa pujante. En Laterza, Croce publicó la mayor parte de sus obras, así como la revista La Critica. Entre las colecciones inspiradas por Croce figuran Biblioteca di cultura moderna, Classici della filosofia moderna y Scrittori d'Italia. Los vínculos entre Croce y Laterza están documentados por un conjunto de cuatro volúmenes de correspondencia publicada por este editor.
Después de la Segunda Guerra Mundial, Vito Laterza (1926-2001) continúa con la dirección de la casa y lanza nuevas colecciones. A su muerte, sus dos sucesores son Giuseppe Laterza, que dirige en Roma las publicaciones universitarias, y un primo de este, Alessandro Laterza, que dirige en Bari el sector de la edición escolar.
Desde hace varios años, Laterza se orienta igualmente hacia los nuevos medios de comunicación que publican una serie de guías de Internet y difunden podcast de los cursos y conferencias organizados por la editorial, en particular las Lezioni di Storia.

## Autores
Entre otros autores, Laterza publica a autores como Luciano Canfora, Luciano Gallino, Massimo Montanari, Rosario Romeo o Raffaele Simone.